# Mahmud al-Kaszgari

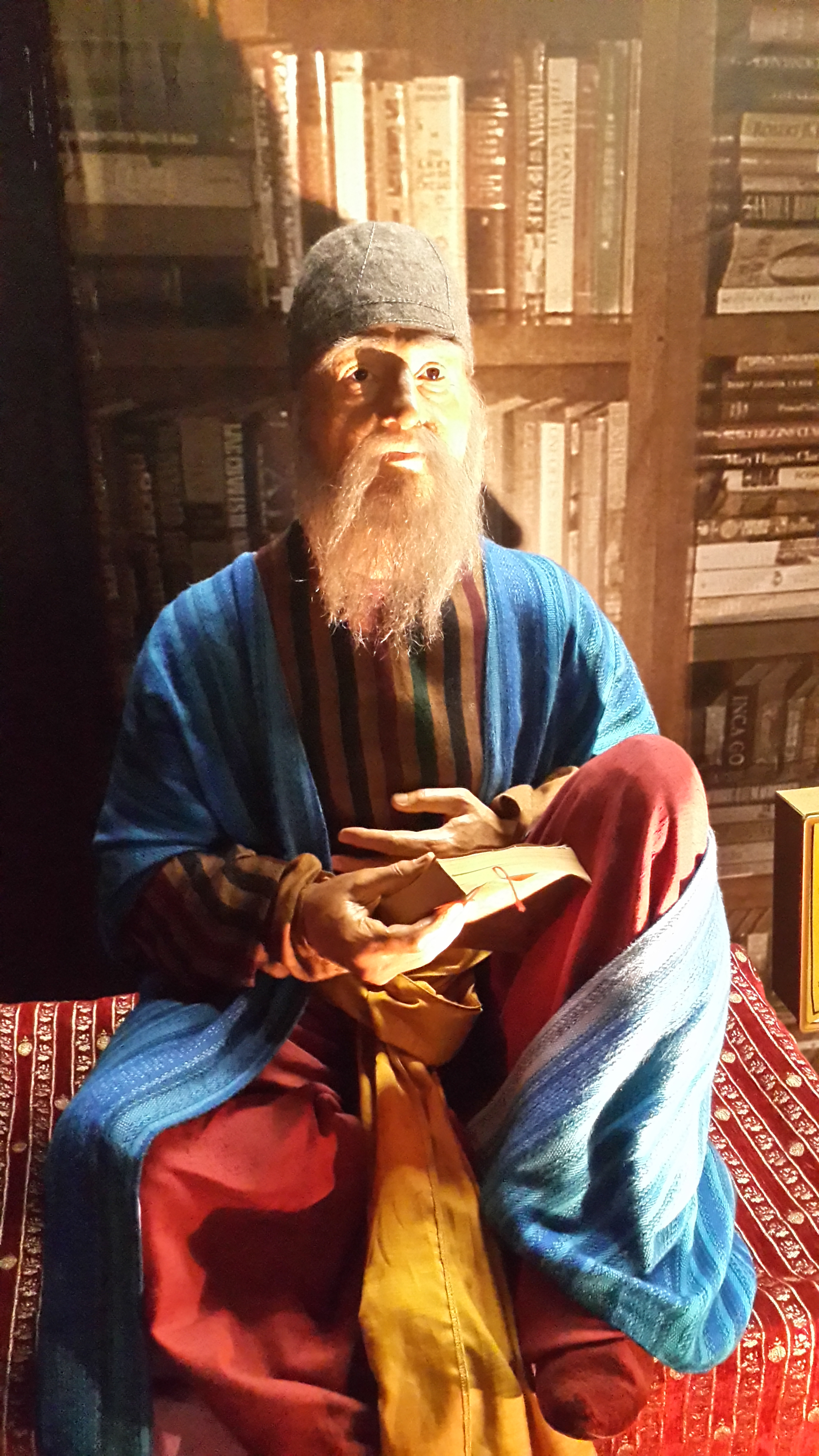
Woskowa figura Mahmuda z Kaszgaru

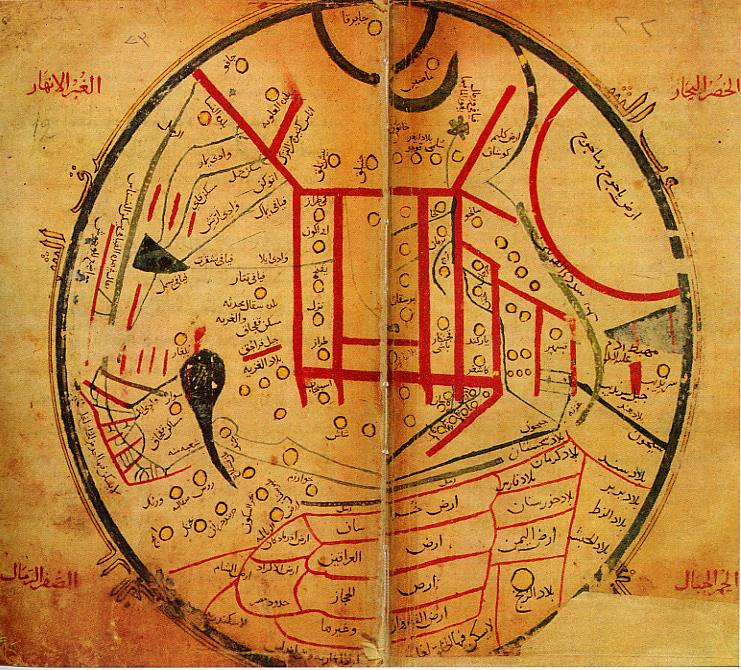
Mapa z Dywanu języków turkijskich ukazująca podział językowy plemion turkijskich

Mahmud al-Kaszgari, także: Mahmud z Kaszgaru, Mahmud Kaszgarski (XI w.) – filolog, językoznawca i leksykograf muzułmański pochodzenia turkijskiego.

## Życiorys
Pochodził z arystokracji Kaszgaru. Jego przodkowie byli emirami (begami) zarządzającymi okręgami (wilajetami) zamieszkałymi głównie przez Oguzów. Wysoko wykształcony; znał język arabski i perski. W czasie swych licznych podróży przez miasta, osady, koczowiska i pastwiska osiadłych i koczujących plemion tureckich (Oguzów, Turkmenów, Kirgizów, Czigilów, Jagmanów, Tuchsi, Pieczyngów, Kipczaków, Baszgirtów, Basmilów, Czaruków, Czomulów, Jabāków i in.) zbierał materiał etnograficzny, geograficzny, a zwłaszcza językowy.

## Twórczość
Jego jedyne zachowane dzieło Dywan języków turkijskich (oryg. Dīwānu l-Luġat al-Turk – Słownik języków turkijskich) znany jest tylko z jednego odpisu z 1266. Składa się ono z kilku części:
- zestaw leksyki licznych języków i dialektów turkijskich
- szkicowe omówienie rozmieszczenia języków turkijskich
- pierwsza próba klasyfikacji języków turkijskich
- informacje z zakresu fonetyki historycznej i gramatyki tychże języków
- materiał dotyczący dziejów, geografii oraz etnografii ludów turkijskich (łącznie z fragmentami poezji, przysłowiami, legendami, wierzeniami itp.)
- najstarsza turkijska mapa świata (z najstarszym ukazaniem Japonii).

Przyczyną jego napisania była prawdopodobnie chęć ukazania innym nacjom, zwłaszcza dworowi abbasydzkiemu, kultury, języków, wierzeń, obyczajów, zalet i dorobku swych współrodaków, ludów turkijskich. Za jego życia trwała właśnie ekspansja Turków Seldżuckich (Seldżuków) na kraje arabskie.
W roku 2017 słownik ten został wpisany na listę Pamięć Świata UNESCO.

### Przekład polski
Jeden z fragmentów poetyckich Dywanu w tłumaczeniu na język polski Eleonory Karpuk zamieszczono w zbiorze:
- Poezja uzbecka. Antologia. Wybór Tadeusza Chróścielewskiego. Łódź: Wydawnictwo Łódzkie, 1989, s. 27–33, seria: Poezja Narodów Związku Radzieckiego. ISBN 83-218-0797-6.